# Пјеве ди Бранколи (Лука)
Пјеве ди Бранколи је насеље у Италији у округу Лука, региону Тоскана.
Према процени из 2011. у насељу је живело 94 становника. Насеље се налази на надморској висини од 380 м.